# Santa Bárbara (Chihuahua)
Pour les articles homonymes, voir Santa Barbara.
Santa Bárbara est une ville du sud de l'État de Chihuahua au Mexique. Fondée il y a 400 ans, c'est la ville la plus ancienne de l'État.
Sa population est de 12 000 habitants. Les villes proches sont San Francisco del Oro (5 000 habitants) et Parral (128 000 habitants).
Elle est le chef-lieu du municipe de Santa Bárbara.